# 톨호

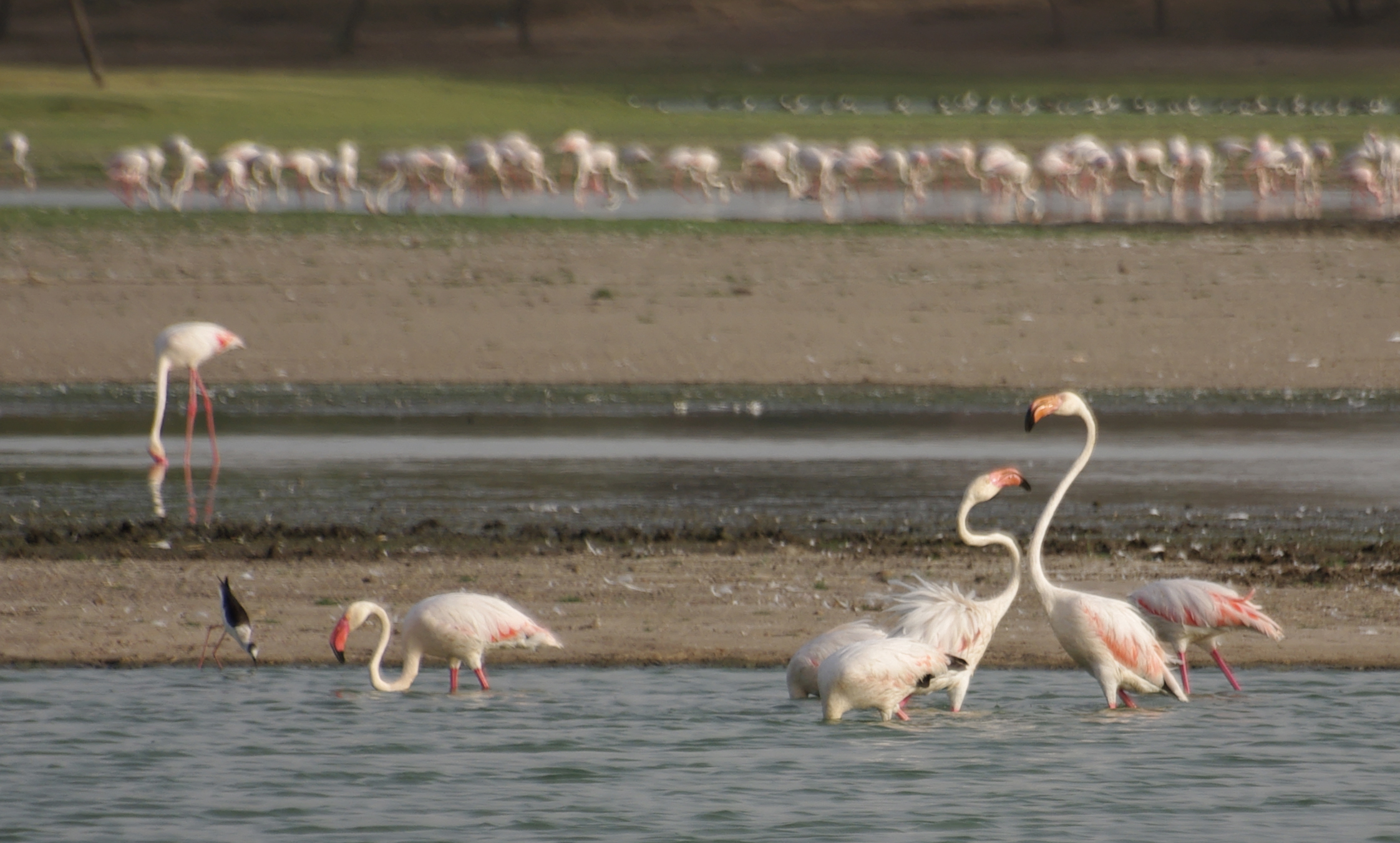
톨호

톨 호(Thol Lake)은 인도의 구자라트 주에 위치한 인공적인 호수이다. 1912년 관개를 위해 만들어진 호수이기도 하다. 1988년 새들의 보호 구역으로써 인정받았다. 실제로 150 종의 새들이 서식하고 있다. 많은 새들이 호수와 그 주변에서 둥지를 만들고 새끼를 낳는다. 홍학과 큰두루미가 서식하는 것으로 유명하다. 1986년 환경 민감 구역(Eco Sensitive-Zone)으로 지정되었다.